# Nationaal park Serra do Cipó
Nationaal park Serra do Cipo is een nationaal park in Brazilië, opgericht in 1984. Het is gelegen in de staat Minas Gerais bij de gemeente Jaboticatubas en is 31.010 ha groot.
Het park is deel van de Serra do Espinhaço. De flora bestaat voornamelijk uit grassen en struiken. Daarnaast zijn er orchideeën, bromelia's en cactussen. Calliandra haematocephala is een van de bloeinde planten.  De fauna omvat enkele endemische soorten zoals  de blauwbuikvizierkolibrie (Augastes scutatus), Blastoceros dichotomus, de ocelot (Leopardus pardalis) en Hyla cipoensis.
Het park herbergt diverse watervallen, zoals de Cachoeira de Farofa en canyons. Daarnaast zijn er prehistorische afbeeldingen aangetroffen die stammen uit ongeveer 12.000 voor Christus. 
In het park zijn paden en worden rondleidingen gegeven.

## Galerij

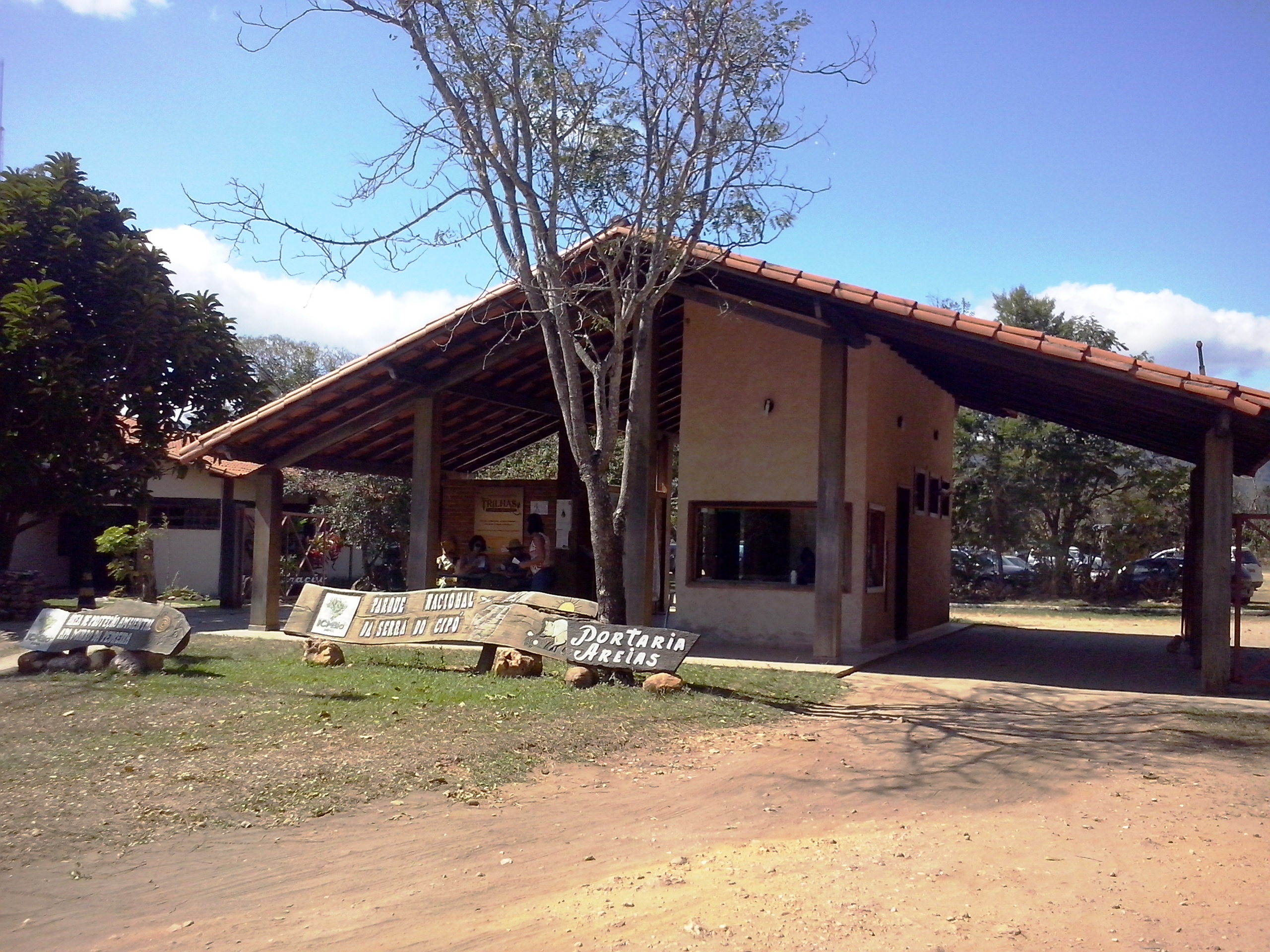
Ingang van het park
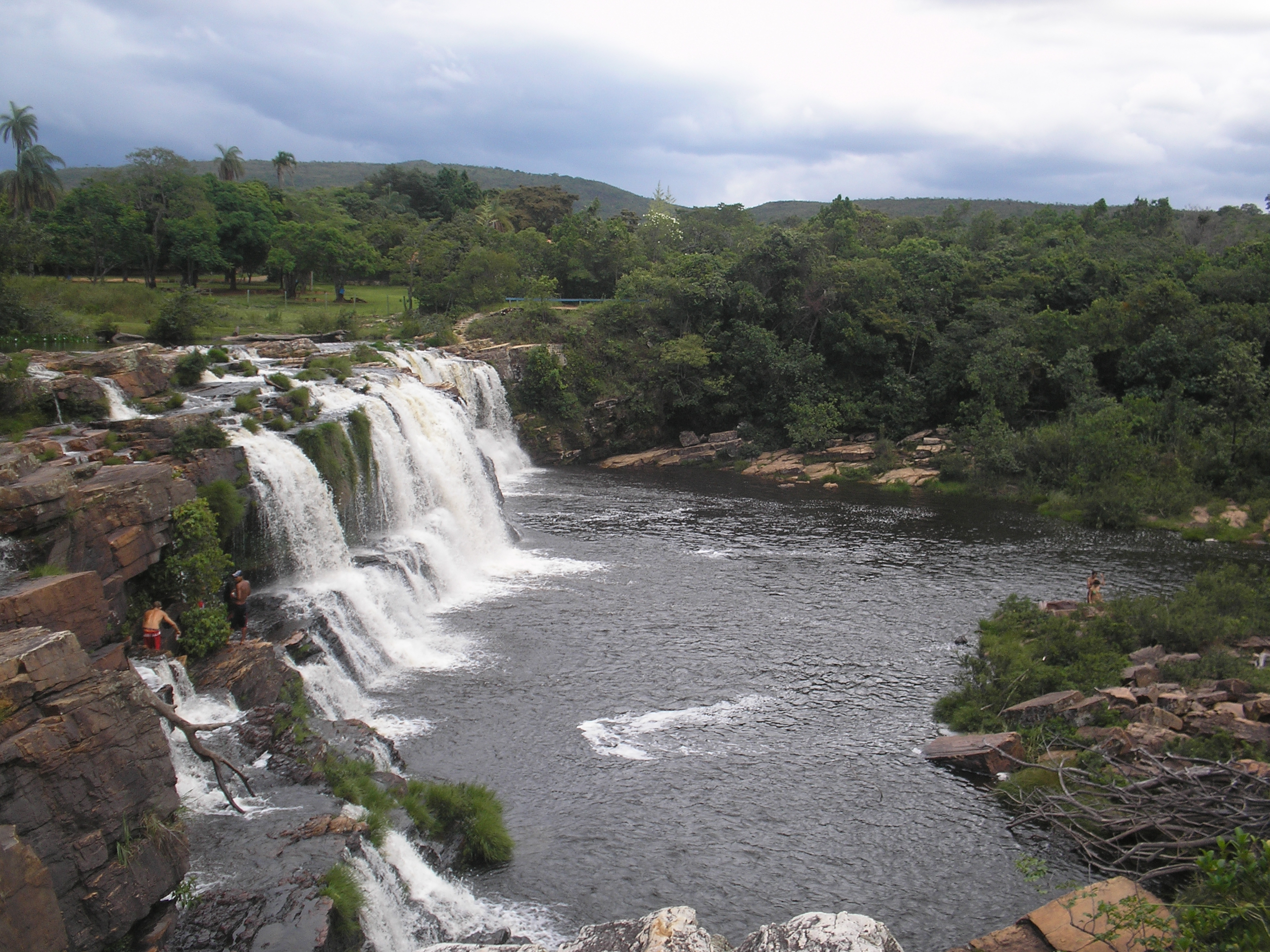
Grote waterval in het park
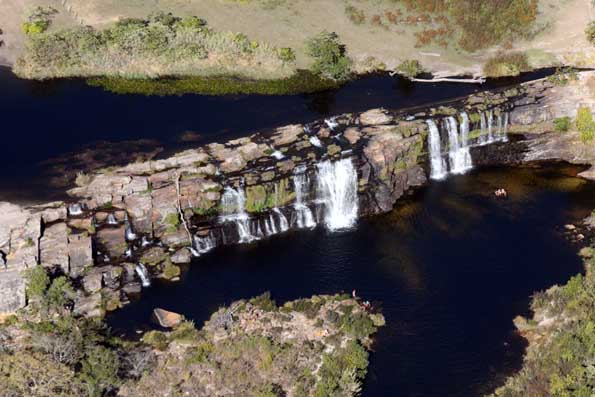
Waterval in het park
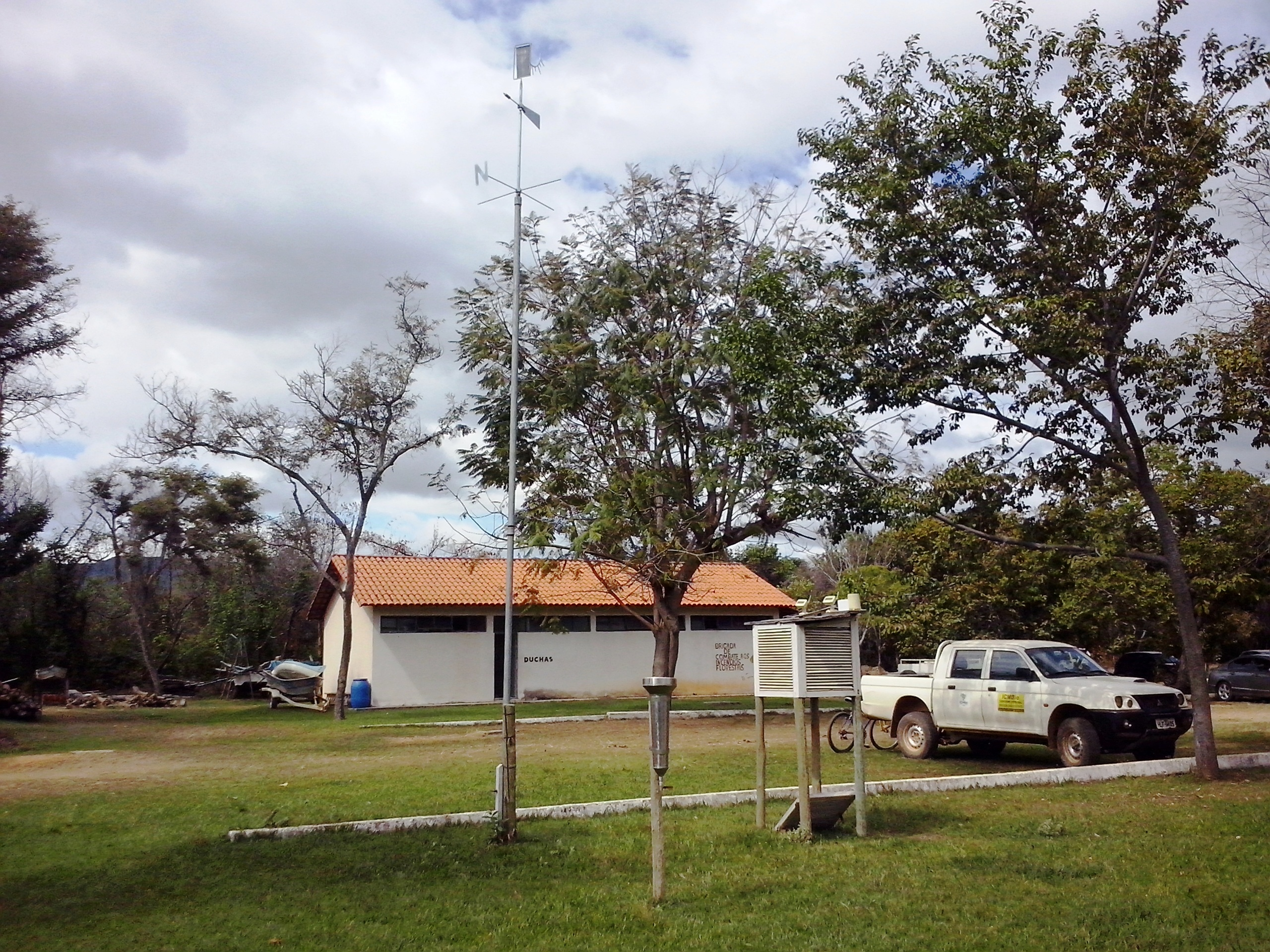
Meteorlogisch instituut in het park
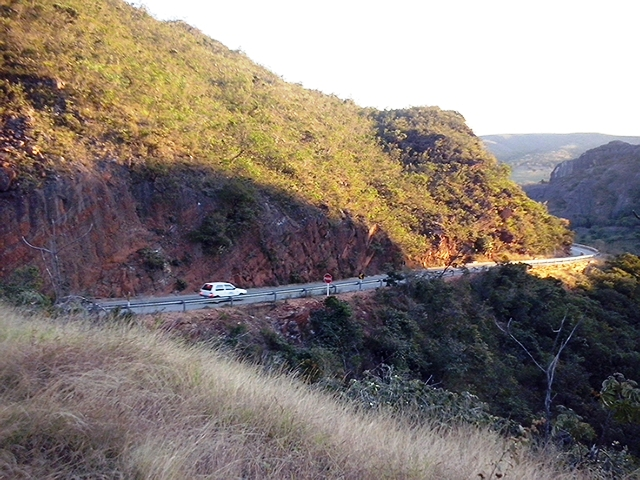
Autoweg MG-010 bij Serra do Cipó
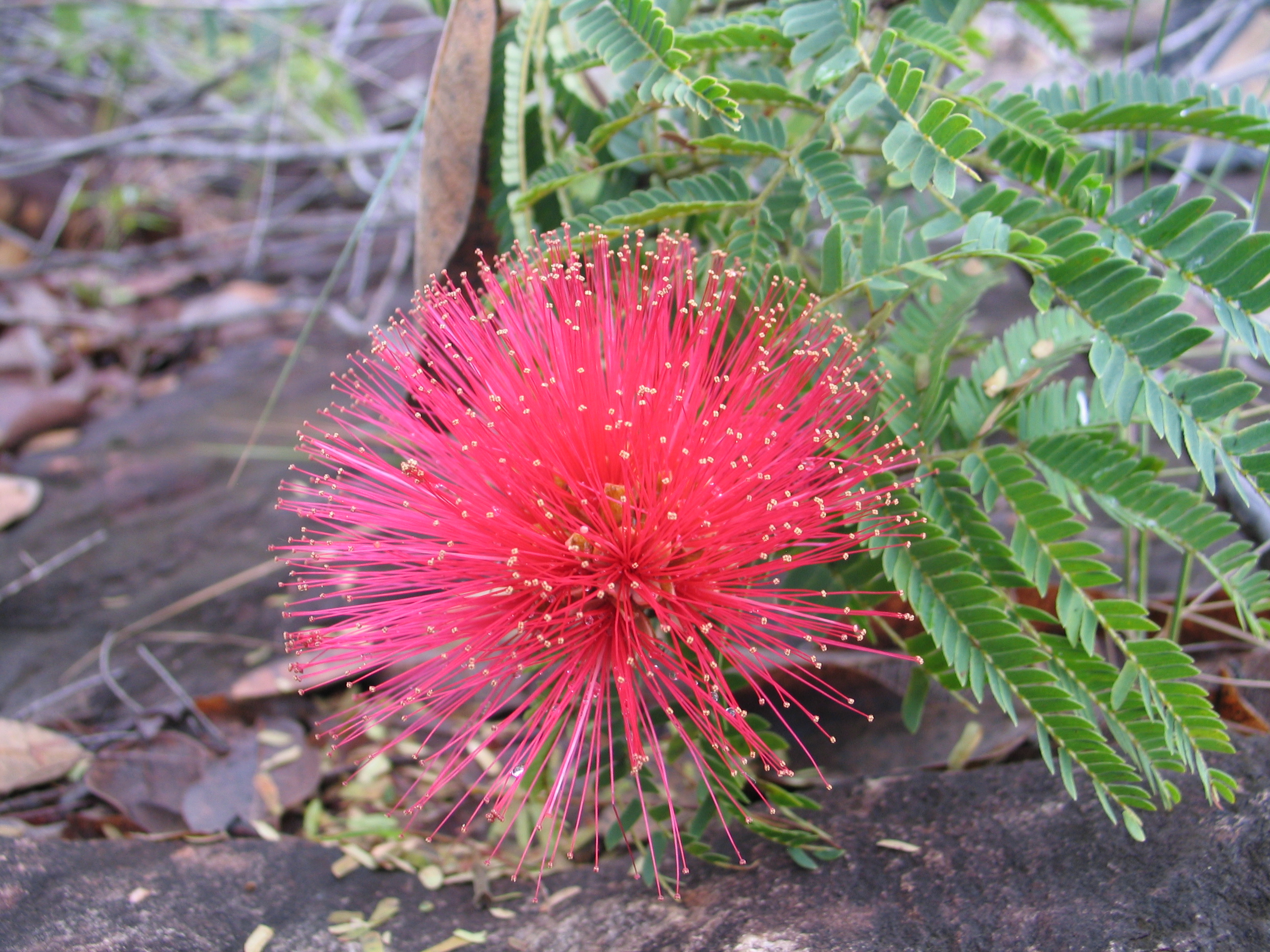
Een Calliandra haematocephala (bloem) in de Serra do Cipó